# Mario Borgna
Mario Borgna (Villar Perosa, 31 luglio 1936 – Torino, 28 dicembre 2007) è stato un pittore, scultore e ceramista italiano di Pinerolo.

## Biografia
Mario Borgna dal 1964 al 2007, anno della sua morte, ha allestito mostre personali e collettive in gran parte del mondo.
Esordisce nel tetro dipingendo scene e fondali, per poi passare alla pittura religiosa di chiese e cappelle tra Piemonte e Liguria, sino ad affrescare la "Cappella dei clowns" di Apricale (le pitture non sono più visibili, ma esiste documentazione fotografica).
È forse il periodo degli anni settanta il più fecondo, caratterizzato da una continua ricerca contenutistica, formale sulle tecniche e sui materiali.
Il momento della grande notorietà è il culmine di un lungo lavoro, di un itinerario di studi, di ricerche e di esperienze segnate anche da incontri e dalla frequentazione di Fontana, Lam, Manzoni, Dova e Scanavino nei laboratori ceramici di Albissola.. Nel 1973 la Giulio Bolaffi Editore gli dedica una monografia "Mario Borgna".
Nel decennio Ottanta c'è un approfondimento anche in senso filosofico, in riferimento soprattutto a Lyotard e al suo immaterialismo e agli studi sui "miti" dell'Uomo, volti a superare il tempo in figure simboliche. Il discorso del mito aveva riferimenti con le incisioni rupestri di cui l enostre Alpi sono ricche, segni arcaici, preganti, senza tempo. Nel 1980 in collaborazione con l'Istituto di storia del cinema e dello spettacolo dell'Università di Torino, ha redatto il testo e curato la regia di un documentario dal titolo "Miti e simboli nel tempo". 
Dal 1984 al 1992 ha partecipato alle fiere internazionali (Artexpo) di Madrid e Nizza in Europa, di New York, Los Angeles, Chicago ed Atlanta in America e di Tokyo in Asia.
In qualità di giornalista ha collaborato scrivendo d'arte e recensendo giovani artisti su riviste quali Corriere di Torino e Iride TO e negli anni Novanta ha curato la rubrica "I colori della cucina" sul mensile "L'Eco Mese" di Pinerolo.

## L'opera
Elemento caratteristico della sua opera è una figura antropomorfa, nei primi anni della sua attività definito clown e successivamente sorcier e antropomorfo.
Borgna ha creato nella sua opera, come dice il poeta francese Andrè Verdet, «un prototipo cangiante di personaggio ineffabile che si moltiplica all'infinito nello spazio mentale senza mai ricopiarsi. Personaggio la cui verve o la cui gravità non smentisce mai: il Clown. Questo personaggio d'obbedienza astrale, sembra vigilare sia con sorridente bonomia, sia con derisoria gravità sui nostri gesti e sui nostri pensieri quotidiani». È in particolare in Francia, Svezia, Svizzera, Principato di Monaco e Spagna che le sue opere sono state apprezzate in mostre personali e collettive.
Le opere di Mario Borgna sono state presentate in mostre all'estero a Aix-en-Provence Francia), Antibes (Francia), Cagnes-sur-Mer (Francia), Cannes (Francia), Göteborg (Svezia), Haut-de-Cagnes (Francia), Londra (GB), Marsiglia (Francia), Mölndal (Svezia), Montecarlo (Principato di Monaco), Nizza (Francia), St. Moritz (Svizzera), Spreitenbach (Svizzera), Tolone (Francia) e Zurigo (Svizzera)
In Italia invece Mario Borgna ha esposto in numerosi città e comuni tra i quali si ricordano: Apricale, Avigliana, Asti, Arezzo, Bagnolo Piemonte, Bassano del Grappa, Bra, Brescia, Biella, Canelli, Cantù, Cantalupa, Cavour, Cherasco, Cuneo, Diano Marina, Firenze, Imperia, Milano, Modena, Padova, Pinerolo, Piscina, Porto Valtravaglia, Rivoli, Salsomaggiore, San Germano Chisone, Sanremo, Susa, Verona, Savigliano, Savona, Staffarda, Torino, Torre Pellice, Venezia, Villar Perosa.
Mario Borgna, nel 2000 scrive il racconto "Un fiume di capre", dove sono poeticamente descritti la vita e i personaggi di Grandubbione, piccolo villaggio sito al centro dell'omonimo vallone alla sinistra orografica della Val Chisone, negli anni a metà del '900. Nel 2001 scrive il raconto "Ròca Fòl", dedicato a fatti e leggende avvenuti nel tempo in una piccola grotta di un torrione solitario in mezzo ai boschi in alto sopra il Dubbione (TO).

## La critica
Hanno scritto sull'opera di Mario Borgna:
- [Gianni Vianello – 1973] «La gamma dei blu, degli azzurri e dei verdi per i fondi, disposte con stesure e stratificazioni di calibrata sapienza tecnica per trarne effetti e rilievi di vitrea preziosità, si sciolgono come serici velari per l'insorgere improvviso di luminosità sparse, che sfocano la scena di fluide trasparenze e accendono i timbri cromatici dei brevi tocchi di colore puro: il fondale dei cieli notturni s'allontana e la suggestione dell'infinito ha il brivido della prima notte sulla terra.»[1]
- [Antonio Fererro] «Il clown di Borgna è epifania pittorica del suo autore, testimone della storia narrata e uomo nella concezione più generale e strutturata… È autobiografia di tutta l'umanità.»
- [Stefano Bajma Griga - 1980] «il clown antropomorfo rappresenta tutta la vita di Borgna, è un album di fotografie senza date e senza storia. La filosofia di Mario Borgna segna la sua profondità. Claude Levi Strauss una volta disse <<Uno può fare storia solo considerando un periodo di tempo di mille anni>> e Borgna lo cita frequentemente. Così questo è più o meno, il punto di vista antropologico. Perché parla, allora, della storia millenaria? Perché Borgna è uno storico, un paleostorico dell'arte figurativa.»
- [André Verdet - 1999] «Questi clown-sorciers, ripetuti deliberatamente, in movimento o ieraticamente statici, ci obbligano a riflettere un po' di più sul nostro destino che troppe pretese e troppo orgoglio feriscono.»
- [Francesco De Caria - 2004] «Il clown è l'uomo nel tempo, assiste al disagio dell'epoca contemporanea e alle sue espressioni.»[5]

Antonio Miredi intravede nelle opere di Borgna un inequivocabile segno postmoderno.